# جامعة السلام (كوستاريكا)

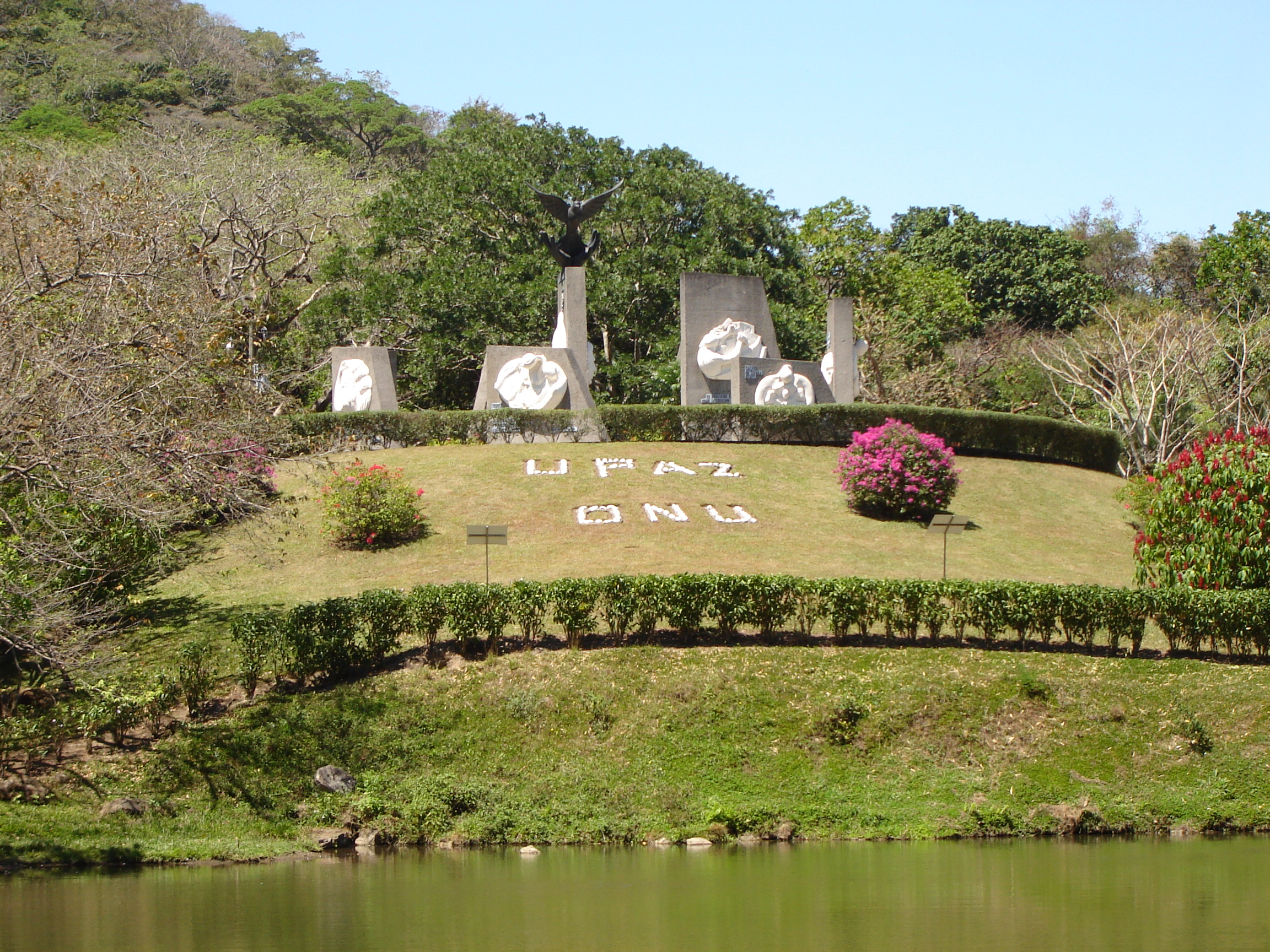
حديقة السلام في جامعة السلام

جامعة السلام (UPEACE) هي منظمة حكومية دولية لها وضع جامعي، تم إنشاؤها بموجب معاهدة في الجمعية العامة للأمم المتحدة في عام 1980 ولها حرمها الرئيسي في كوستاريكا. وتتمثل مهمتها المعلنة في «تزويد الإنسانية بمؤسسة دولية للتعليم العالي من أجل السلام بهدف تعزيز روح التفاهم والتسامح والتعايش السلمي بين جميع البشر، وتحفيز التعاون بين الشعوب والمساعدة في تخفيف العقبات والتهديدات التي تواجه سلام وتقدم العالم، بما يتفق مع التطلعات النبيلة المعلنة في ميثاق الأمم المتحدة».
رئيس جامعة السلام الحالي هو د. فرانسيسكو روخاس ارافينا.

## التاريخ

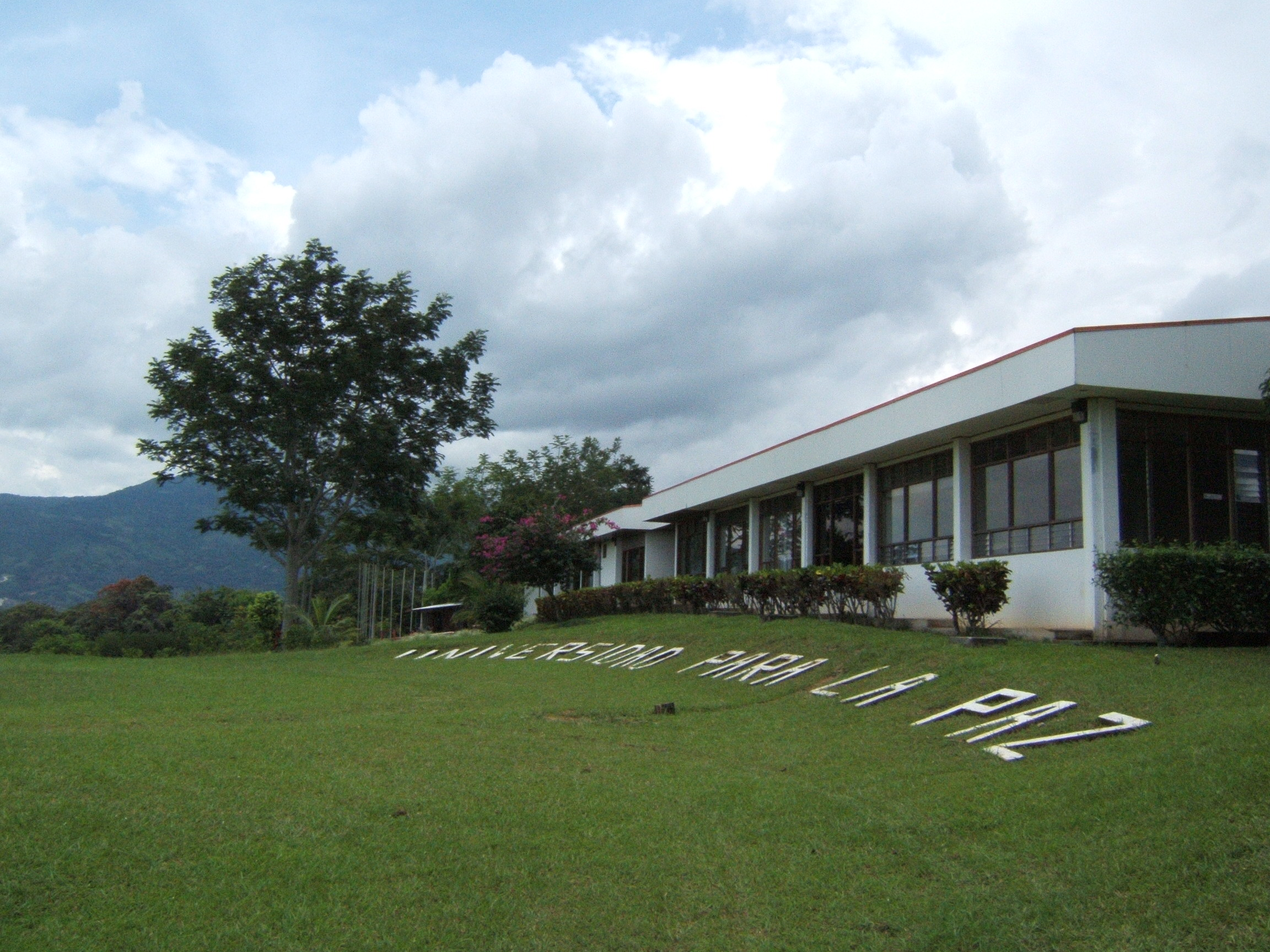
الحرم الجامعي, كوستاريكا

بدأ إنشاء جامعة السلام بموجب معاهدة وأيدها القرار 111/34 بتاريخ 14 ديسمبر 1979 الصادر عن الجمعية العامة للأمم المتحدة. بموجب هذا القرار، أنشأت الجمعية العامة للأمم المتحدة لجنة دولية طُلب منها، بالتعاون مع حكومة كوستاريكا ، إعداد منظمة جامعة السلام وهيكلها وإطلاقها. بعد ذلك، بموجب القرار 35/55 بتاريخ 5 ديسمبر 1980، أقرت الجمعية العامة للأمم المتحدة المعاهدة المنشئة لجامعة السلام من خلال اعتماد الاتفاق الدولي لإنشاء جامعة السلام (UPEACE) إلى جانب ميثاق جامعة السلام. تتمتع الجامعة بمكانة فريدة من نوعها، ليس فقط كونها مؤسسة مخصصة للتعليم العالي في دراسات السلام والصراع، ولكن أيضًا منظمة دولية منشأة بموجب معاهدات بتفويض من الجمعية العامة للأمم المتحدة.
تقدم الجامعة برامج الماجستير والدكتوراه في مقرها الرئيسي في سان خوسيه، كوستاريكا، وتنفذ العديد من الأنشطة المتعلقة بأهداف السلام والأمن الدولية للأمم المتحدة من خلال المراكز والمكاتب الموجودة في روما، أديس أبابا، نيو يورك وهندوراس وجنيف وبون ولاهاي ومانيلا وبكين، ومن خلال ترتيبات الشراكة مع العديد من المؤسسات الأخرى في جميع أنحاء العالم (انظر البرامج الخاصة أدناه).

### العلاقة مع الأمم المتحدة
تعد جامعة السلام جزءًا من الجناح الأكاديمي لنظام الأمم المتحدة، وتتمتع بمركز مراقب في الجمعية العامة للأمم المتحدة،  مع الحفاظ على استقلالها في المسائل الأكاديمية والمالية والإدارية. الأمين العام للأمم المتحدة هو الرئيس الفخري للجامعة. تحافظ الجمعية العامة للأمم المتحدة على اهتمام دائم بأنشطة جامعة السلام، وتدعو الأمين العام للأمم المتحدة في القرارات الدورية إلى إبلاغها عن أنشطتها. وعليه، يقدم الأمين العام للأمم المتحدة تقارير دورية إلى الجمعية العامة للأمم المتحدة حول التقدم المحرز في جامعة السلام. مجلس جامعة السلام هو السلطة العليا للجامعة. وهي تتألف من خمسة أعضاء بحكم منصبهم. رئيس الجامعة، ممثلان يعينهما الأمين العام للأمم المتحدة والمدير العام لليونسكو ، ورئيس جامعة الأمم المتحدة، وممثلان تعينهما حكومة البلد المضيف ومستشار جامعة السلام. بالإضافة إلى ذلك، يضم المجلس عشرة ممثلين عن المجتمع الأكاديمي أو غيرهم من الشخصيات البارزة في مجال السلام والأمن يعينهم الأمين العام للأمم المتحدة بالتشاور مع المدير العام لليونسكو.

### الاعتماد الأكاديمي
تمتلك الجامعة «تفويضًا عالميًا فريدًا لمنح شهادات علمية، معترف بها من قبل جميع البلدان الأعضاء في الجمعية العامة». بالإضافة إلى ذلك تلقت برامج الماجستير في إدارة البيئة والسلام والتنمية الاعتماد الرسمي من هيئة الاعتماد الوطنية الكوستاريكية (SINAES) في عام 2014. وبالمثل، حصل برنامج الماجستير في القانون الدولي وحقوق الإنسان، وبرنامج ماجستير في القانون الدولي وتسوية المنازعات على اعتماد من (SINAES) في يونيو 2016.

## المقر الرئيسي والحرم الجامعي الرئيسي
يقع مقر جامعة السلام (UPEACE) في كوستاريكا، وهي دولة تتميز بتاريخ طويل من الديمقراطية. ألغت كوستاريكا جيشها في عام 1948 ، الرئيس السابق أوسكار آرياس سانشيز حصل على جائزة نوبل للسلام في عام 1987 وتواصل البلاد تطوير جهود قوية للحفاظ على الطبيعة. يقع الحرم الجامعي الرئيسي للجامعة - حرم رودريجو كارازو - على بعد 30 كم جنوب غرب سان خوسيه، داخل محمية طبيعية تتكون من غابة ثانوية وآخر بقايا الغابات الأولية (200 هكتار) في وادي وسط كوستاريكا. وبالتالي فإن هذه المنطقة المحمية غنية جدا بالحيوانات. إنها تأوي الثدييات مثل القرود والغزلان، الزواحف، وأكثر من 300 نوع من الطيور، وكذلك حوالي 100 نوع من الأشجار. تشكل منشآت الجامعة والمنطقة المحمية 303 هكتار.
سيوداد كولون هي أقرب مدينة إلى الجبل الذي تقع فيه الجامعة. يقيم معظم الطلاب والموظفين وأعضاء هيئة التدريس في الجامعة في سيوداد كولون، مما يجعلها واحدة من أكثر الأماكن المتعددة الثقافات في العالم بالنسبة لحجمها.
يعد حرم رودريغو كارازو التابع لجامعة السلام الموقع الرئيسي لأنشطة الجامعة. تتم إدارة معظم برامج الماجستير وبرنامج الدكتوراه المعلن عنه مؤخرًا من هذا الحرم الجامعي. يدرس الطلاب القادمون من عدة دول في بيئة متعددة الثقافات في الحرم الجامعي. تفتخر الجامعة بأعضاء هيئة التدريس البارعين للغاية، والتي تضم مزيجًا من أعضاء هيئة التدريس المقيمين والزائرين. نظرًا لبنية البرامج وحالتها العالمية الفريدة، تمتلك الجامعة تقويمًا دراسيًا يتيح استقطاب الأكاديميين والممارسين الأكثر استحسانا من جميع أنحاء العالم. بدأت الجامعة أيضًا في إدارة دورات التعليم عن بُعد، بما في ذلك برنامج الماجستير عبر الإنترنت من الحرم الرئيسي.
تنفذ الجامعة أيضًا تدريبات عملية بخلاف برامج الماجستير والدكتوراه، وتستهدف الممارسين وصانعي السياسات بدلاً من طلاب الدراسات العليا. أنشأت الجامعة مركزين لهذا الغرض ويقعان في الحرم الجامعي الرئيسي. يقدم مركز جامعة السلام للتعليم التنفيذي دورات تدريبية ديناميكية للقادة من جميع أنحاء العالم. يتواصل المركز مع القادة غير الربحيين ومديري الأعمال والمعلمين على جميع المستويات وموظفي الأمم المتحدة والطلاب والأوساط المهنية الأخرى. وفقا لموقع المركز على شبكة الإنترنت، فإن النهج المتبع في جميع دوراته مبتكر وتفاعلي ويتمحور حول المشاركين، باستخدام دراسات الحالة والرحلات الميدانية عند عندما يكون ذلك مناسبا. يهدف المركز إلى تطوير المهارات القيادية الرئيسية من خلال دمج الموضوعات الشاملة للتواصل بين الثقافات والتفاوض وحل النزاعات وبناء الفريق.

## وصلات خارجية
- جامعة السلام